# Trait (échecs)
Pour les articles homonymes, voir Trait.
Aux échecs, le joueur qui a le trait, ou est au trait, est celui dont c'est le tour de jouer.
Les règles du jeu d'échecs n'autorisent pas de passer son tour, le joueur au trait est donc dans l'obligation de jouer un coup.
Au démarrage d'une partie d'échecs, le trait est aux blancs, c'est-à-dire que les blancs commencent. Ceci est généralement considéré comme un avantage (dit avantage du trait).
En fin de partie, il peut arriver qu'avoir le trait devienne désavantageux. Dans ce cas, on peut parfois passer le trait à l'autre camp par une manœuvre appelée triangulation. Mais si cette manœuvre n'est pas possible, et que tous les coups jouables dégradent la position alors qu'avec l'adversaire au trait la position pourrait être sauvée, on est en position de zugzwang.

## Le trait dans les problèmes d'échecs
Dans les problèmes d'échecs (sauf les mats aidés), sauf rare indication contraire, le trait est aux blancs. Ainsi l'énoncé « Mat en deux coups » signifie que les blancs jouent, les noirs répondent et les blancs font échec et mat.
Pour les mats aidés, le trait est aux noirs. Ainsi l'énoncé « Mat aidé en deux coups » signifie que les noirs jouent, les blancs jouent, les noirs jouent de nouveau et les blancs matent.
La détermination du joueur au trait est un thème des problèmes d'analyse rétrograde.

## Le trait dans les jeux de société
Le mot trait pour indiquer celui qui doit jouer est également utilisé dans nombre d'autres jeux de société, comme les dames ou le go.